# Gustavo Cardoso (Académico)

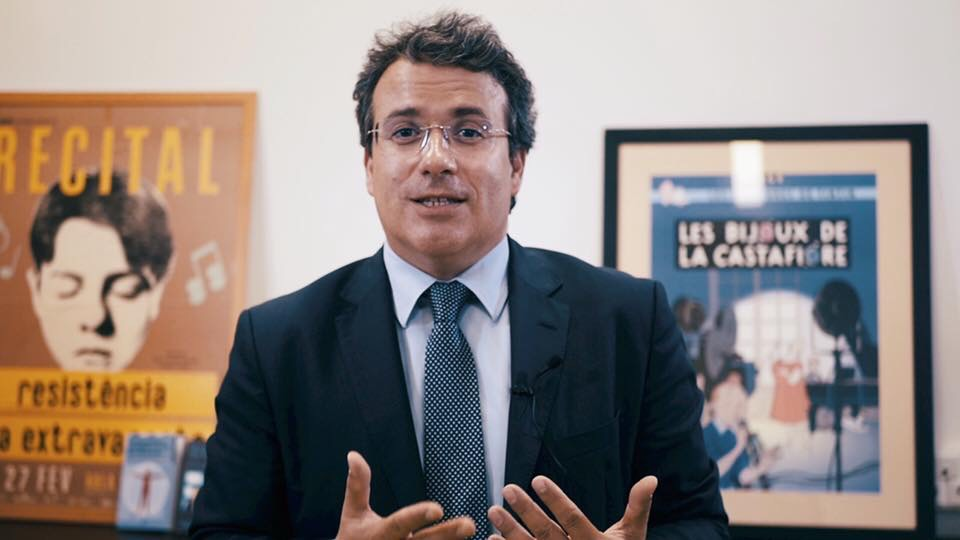

Gustavo Cardoso (1969) é um sociólogo português especialmente associado com os estudos da comunicação, do jornalismo e da Internet. A sua reflexão sobre política, economia e cultura portuguesa está expressa em livros como "O Poder de Mudar" (Tinta da China, 2014) e "20 Ideias Para 2020 - Inovar Portugal" (Campo das Letras, 2005). É igualmente colunista e comentador regular na comunicação social portuguesa, colaborando com o jornal Público e realizando comentários semanais no canal de informação TVI24 sobre questões emergentes da actualidade nas esferas política, económica e cultural. Define-se politicamente como progressista, culturalmente como cosmopolita, economicamente pela diminuição das desigualdades e criação de riqueza e desportivamente como praticante de Kendo (“esgrima japonesa”) e Sportinguista.
Em Março de 2006 foi-lhe atribuída a condecoração de Grande Oficial da Ordem do Infante D. Henrique por serviços prestados à República Portuguesa. Actualmente vive em Lisboa com os seus dois filhos.

## Percurso biográfico
Gustavo Cardoso entrou para o ISCTE no ano letivo de 1988-1989. Durante a sua licenciatura procurou conciliar o trabalho académico com a participação académica, primeiro no Conselho Diretivo enquanto representante dos estudantes e depois na Associação de Estudantes do ISCTE (AEISCTE) como membro da secção académica, com o pelouro das políticas de educação e ciência. A sua passagem pela AEISCTE e pelo Conselho Diretivo coincidiu com o movimento estudantil das propinas onde foi politicamente ativo. O designado “Movimento das Propinas” foi um movimento associativo estudantil que marcou a vida portuguesa do início dos anos noventa e onde muitos dos hoje mais reputados artistas, jornalistas, políticos, académicos, banqueiros, arquitetos, engenheiros, médicos, advogados, desportistas e muitos outros profissionais da sociedade portuguesa forjaram fortes laços de amizade, constituindo também um espaço de formação cívica para a geração de Gustavo Cardoso.
Os anos da sua licenciatura no ISCTE coincidiram também com o massacre do cemitério de Santa Cruz em Díli, Timor-leste, em 1991. Esse acontecimento constituiu um momento fundamental na sua formação cívica, nomeadamente pela demonstração de que o envolvimento ativo de cada um pode fazer a diferença para muitos outros. Gustavo Cardoso participou activamente com colegas da AEISCTE, como Luís Justino, na campanha de sensibilização da opinião pública nacional e internacional para a situação vivida em Timor. Com um grupo informal de diferentes associações de estudantes de Lisboa denominado “Estudantes Universitários Pelos Direitos Humanos” produziu, com o apoio de uma agência publicitária, um vídeo de sensibilização para a RTP, coorganizou a primeira manifestação estudantil pelos direitos humanos em Timor-leste em Lisboa e, com o seu colega Luís Palmeirim, ajudou no processo de angariação de fundos que permitiram que fosse projectado pela AEISCTE o vídeo do massacre de Santa Cruz nas imediações da assinatura do Tratado de Maastrich na Holanda em Fevereiro de 1992. Mais tarde, em 1999, organizou junto com a Portugal Telecom, a SIBS e a TSF a campanha pública nacional de envio de correio electrónico e faxes para o Conselho de Segurança da ONU e as diversas chancelarias envolvidas com o objetivo de pressionar o fim da violência no Pós-referendo em Timor-leste.
Em 1994 Gustavo Cardoso terminou a sua licenciatura em Organização e Gestão de Empresas no ISCTE, em 1995 entrou no Mestrado em Estudos Europeus do Departamento de Sociologia do ISCTE e em Fevereiro de 2006 foi convidado pelo Presidente Jorge Sampaio para ser um dos mais novos consultores presidenciais da história da democracia portuguesa.
Durante a década seguinte, Gustavo Cardoso construiu a sua carreira profissional no ISCTE-IUL, primeiro como técnico superior e depois como docente, casou-se com Cristina Cunha e teve o seu primeiro filho, Guilherme, em 2002.
Durante os anos compreendidos entre Março de 1996 e Março de 2006 exerceu funções na Casa Civil da Presidência da República. No primeiro mandato de Jorge Sampaio atuou como consultor da Assessoria para a Educação, Ciência e Juventude e depois, no segundo mandato, na área das políticas para as telecomunicações e sociedade de informação.
Dos seus anos de estudante universitário do ISCTE e de membro da Associação de Estudantes representando a AEISCTE na Associação Académica de Lisboa (AAL) e nos Encontros Nacionais de Dirigentes Associativos (ENDA), Gustavo Cardoso guarda a aprendizagem do valor intrínseco e único de conviver com diferentes visões da política e da sociedade, num respeito mútuo pela diferença o que o levou, ao longo dos anos seguintes, a organizar projetos cívicos devotados ao progresso social de múltiplas origens e conotações políticas, desde o “Congresso Portugal que Futuro?” encorajado por Mário Soares em 1994 até ao projeto “Novo Portugal” de 2008 a que se associou Vítor Bento. Politicamente, não milita em nenhum partido, mas colaborou ativamente com os dois últimos secretários-gerais do Partido Socialista, António José Seguro no LIPP-Laboratório de Ideias e António Costa organizando com este o encontro de trabalho com o autor do “O Capital no século XXI”, Thomas Piketty, em 2015, tendo sido, posteriormente, convidado para Conselheiro do Gabinete de Estudos do PS juntamente com outras nove personalidades públicas como António Correia de Campos, João Cravinho, António Vitorino ou Francisco Seixas da Costa. Esteve presente na criação da candidatura da Política XXI às eleições europeias de 1994, no projeto Tempo de Avançar nas legislativas de 2015 e participou na organização e direção das campanha presidenciais de Jorge Sampaio de 1996 e 2001 e de António Sampaio da Nóvoa em 2016.
O seu doutoramento em Sociologia foi orientado por José Manuel Paquete de Oliveira e foi defendido no ISCTE a 4 de Março de 2005, no mesmo dia em que nasceu a sua filha Mafalda, perante dois dos mais afamados sociólogos e comunicólogos contemporâneos, respectivamente Manuel Castells e Fausto Colombo.

## Teoria
Cardoso é autor e co-autor de um vasto leque de obras, desde livros, capítulos de livro e artigos em publicações nacionais e estrangeiras que incidem sobre as várias dimensões de impacto das tecnologias da informação e comunicação (TIC) na sociedade, nas vertentes social, cultural, educacional, política e económica.
Nas vertentes social e cultural, a sua obra “Para uma sociologia do ciberespaço: comunidades virtuais em português" (Celta, 1998) destaca-se pelo pioneirismo, constituindo uma das primeiras obras de fôlego, no âmbito académico português e lusófono, sobre a relação entre Internet e sociabilidades.
Quanto à relação entre TIC e políticas públicas, destacam-se os volumes editados "Network Society: From Knowledge to Policy" (Johns Hopkins University, 2006), que co-editou com Manuel Castells, e "World Wide Internet: Changing Societies, Economies and Cultures" (University of Macau Press, 2010), com Jeff Cole e Angus Cheong, bem como a obra de Janeiro de 2018 “Europe's crises" (Polity Press) editada em conjunto com Manuel Castells, John Thompson, Michel Wieviorka, Olivier Bouin e João Caraça.
A sua pesquisa sobre o impacto da Internet nos modelos comunicacionais das sociedades contemporâneas é representada em obras como "Os Media na Sociedade em Rede" (Fundação Calouste Gulbenkian em Portugal e UOC Press em Espanha). Com esta pesquisa desenvolve o conceito de “comunicação em rede” para perceber e enquadrar os impactos das TIC nas modalidades de comunicação e nos meios de massa tradicionais (televisão, rádio, imprensa), e as suas implicações nas transformações em curso nas indústrias criativas e nos modelos de negócio e de gestão de conteúdos nas áreas ligadas à informação e entretenimento. Neste âmbito, destacam-se ainda obras como "A Sociedade dos Ecrãs" (Tinta da China, 2013), "Piracy Cultures" (IJOC, 2014) e "O livro, o leitor e a leitura digital" (Fundação Calouste Gulbenkian, 2015).
O livro "A Sociedade em Rede em Portugal: uma década de transição" (Almedina, 2015), organizado em conjunto com António Firmino da Costa e outros colegas do ISCTE-IUL, actualiza a sua análise de 2005 e refaz nele o mapeamento e interpretação do actual quadro português, enquanto sociedade informacional, numa perspectiva comparada, quer a nível sincrónico, situando Portugal no contexto europeu, quer a nível diacrónico, comparando a presente situação portuguesa com a do início do milénio.
Na sua contribuição para o livro "Aftermath: The Cultures of the Economic Crisis" (Oxford University Press 2012), objectos de estudo tradicionais da economia política são escrutinados sobre a óptica das culturas em rede potenciadas pelas TIC. Nesta senda, contribui para a ideia de que a crise do capitalismo global que se desenrola desde 2008 é mais do que uma crise económica, sendo socio-estrutural e multidimensional. Argumenta assim que vivemos numa crise que engloba não só as esferas económica e política, mas igualmente o cruzamento destas com a dimensão comunicacional.

## Vida Académica e Científica
Em 2005, Cardoso assumiu a Vice-Presidência da LUSA Agência de Notícias, onde se manteve durante dois mandatos consecutivos de três anos (2005–2011) e a Direção do Observatório da Comunicação (OberCom).
Durante o período 2005–2015 Gustavo Cardoso construiu uma assertiva carreira académica tendo, sucessivamente, concluído as suas provas de Agregação em 2010, tornando-se Professor Associado em 2012 e Catedrático em 2015.
Entre 1996 e 2006 foi conselheiro da Sociedade da Informação e políticas de telecomunicações para a Presidência da República Portuguesa. Foi considerado “Jovem Líder Global” em 2008, uma classificação atribuída todos os anos pelo Fórum Económico Mundial para distinguir e reconhecer os jovens líderes de topo mundiais pelos seus feitos profissionais, pela sua dedicação à sociedade e potencial contributo para moldar o futuro do mundo. Fruto desse reconhecimento e, de ter em 2001 sido nomedado Fellow do German Marshall Fund (um programa destinado a criar laços entre líderes europeus e os Estados Unidos), foi em 2009 convidado pela universidade de Harvard para frequentar o exclusivo programa de Pósgraduação em Global Leadership and Public Policy for the 21st Century. Um programa desenhado pela Harvard Kennedy School e pela Harvard Business School para expandir o conhecimento necessário para lidar com os problemas globais mais prementes através do aprofundamento de questões de políticas públicas e de competências de liderança.
Na dimensão internacional do espaço da lusofonia, Gustavo Cardoso tem desenvolvido trabalho com o Brasil, Moçambique e Macau. Nomeadamente, é membro do Conselho Geral da Câmara do Comércio de Moçambique, tem trabalhado com o Sociólogo e ex-Presidente da República do Brasil Fernando Henrique Cardoso, com o seu Instituto e com o Centro Ruth Cardoso, com a universidade de Macau e, também na China, com a Associação de investigadores e docentes China New Media Communication Association.
Actualmente é Professor catedrático de Ciências da Comunicação no ISCTE - Instituto Universitário de Lisboa, Portugal, membro do College d’Études Mondiales em Paris e foi investigador associado do Laboratório de Inovação da Annenberg School of Communication, universidade do Sul da Califórnia (USC). Também desenvolveu também trabalho no Departamento de Comunicação e Estudos Performativos da Universidade de Milão e na Universidade Católica Portuguesa.
É editor associado de revistas científicas prestigiadas e com factores de impacto elevados na área dacomunicação, nomeadamente, o International Journal of Communication (IJOC) e a Information, Communication & Society da Routledge. No quadro do European Research Council foi durante seis anos membro do painel de atribuição das Starting Grants, também denominadas de “bolsas milionárias” pela atribuição individual de 1 milhão de euros a jovens investigadores. Em 2014 aceitou o convite para Chair do painel “SH2 — Institutions, Values, Beliefs and Behaviour: Sociology, social anthropology, political science, law, communication, social studies of science and technology” tendo gerido a seleção e atribuição de 25 milhões de euros de bolsas.
Gustavo Cardoso foi redator da Vilnius Declaration — Horizons for Social Sciences and Humanities, conjuntamente com alguns dos maiores cientistas e definidores de política de ciência, como por exemplo Helga Nowotny, Craig Calhoun ou Björn Wittrock. A Declaração de Vilnius teve como objectivo moldar o programa Horizonte 2020 para a alocação de fundos de investigação também para as ciências sociais e humanidades.
A sua cooperação internacional em redes de pesquisa europeias levou-o ainda a trabalhar com o IN3 (Internet Interdisciplinary Institute) em Barcelona, onde foi também professor visitante, e assumir o cargo de Directeur d'Études Associés na Fondation Maison des Science de l’Homme (FMSH), Paris. Pertence ainda ao WIP (World Internet Project) da USC Annenberg e colaborou nas redes de pesquisa a nível europeu COST A20 "The Impact of the Internet in Mass Media", COST 298 "Broadband Society" e COST IS0906 "Transforming Audiences, Transforming Societies".
Atualmente dirige o Programa de Doutoramento em Ciências da Comunicação no ISCTE-IUL e a Pós-Graduação em Jornalismo na mesma instituição. É igualmente director e membro do Conselho do OberCom (Observatório da Comunicação), editor da revista OBS (http://obs.obercom.pt) e foi conselheiro em diversas organizações nacionais, entre elas a agência Lusa e o Instituto Nacional de Estatística (INE), e internacionais. É ainda membro da rede de pesquisa "The Crisis of Europe", organizada pelo College d'Études Mondiales, sobre as mudanças políticas, culturais e económicas em curso nas sociedades europeias e na União Europeia.
Após vinte e nove anos de experiência de gestão organizacional e de ciência no ISCTE e no ISCTE-IUL, entre outros cargos, como membro da AEISCTE, da Comissão de Trabalhadores, do Conselho Directivo, da Assembleia de Representantes, do Senado, do Conselho da Biblioteca, do Conselho Científico, do Conselho Pedagógico, da direção da Escola de Sociologia e Políticas Públicas, do Departamento de Sociologia, do CIES, da Fundação ISCTE, do IPPS-IUL, do Centro de Audiovisuais, do Gabinete de Informação e Relações Externas do ISCTE e múltiplos grupos de trabalho, docência, investigação e missões no quadro do ISCTE, do ISCTE-IUL e das suas participadas, decidiu em Julho de 2017 candidatar-se a Reitor da instituição que o formou.

## Publicações Recentes
- Cardoso, Gustavo and Di Fátima, Branco (2013), Movimento em rede e protestos no Brasil. Qual gigante acordou?, Revista Eco-Pós, Dossiê Mídia, Intelectuais e Política, Vol. 16, N.º 2, Rio de Janeiro: UFRJ.
- Cardoso, Gustavo, João Caraça, Rita Espanha and Sandro Mendonça (2010), "The Politics of Open Access", in Dutton, William H. e Paul W. Jeffreys, World Wide Research - Reshaping the Sciences and Humanities. Cambridge, MA: The MIT Press.
- Cardoso, Gustavo e Rita Espanha (2009), "The Users' Shaping of Networked Communication", in J. Pierson, E.A. Mante-Meijer, E.F. Loos & B. Sapio (org.), (2009) Innovation for/by users. Brussel, COST-Opoce.
- Cardoso, Gustavo, Angus Cheong e Jeffrey Cole (eds.) (2009), World Wide Internet: Changing Societies, Economies and Cultures. Macau, University of Macau.

### Publicações
https://iscte-iul.academia.edu/GustavoCardoso
https://www.researchgate.net/profile/Gustavo_Cardoso5
https://ciencia.iscte-iul.pt/authors/gustavo-alberto-guerreiro-seabra-leitao-cardoso/cv

### Media e opinião
http://www.tvi24.iol.pt/equipatvi24/gustavo-cardoso-professor-catedratico-iscte-iul/56d9e6820cf20176bcfe5fab
http://www.publico.pt/autor/gustavo-cardoso

### Investigação
http://cadis.ehess.fr/index.php?1970
https://obercom.pt/homepage/obercom/equipa/
http://www.college-etudesmondiales.org/fr/content/gustavo-cardoso
http://obs.obercom.pt/index.php/obs
http://pt.ejo.ch/

### Vídeos
https://arquivos.rtp.pt/conteudos/gustavo-cardoso/
http://www.aftermathproject.com/Gustavo-Cardoso

### Google Scholar
https://scholar.google.pt/citations?user=aZvMXuYAAAAJ&hl=pt-PT